# Uvaria dacremontii
Uvaria dacremontii este o specie de plante angiosperme din genul Uvaria, familia Annonaceae, descrisă de Raymond Boutique. Conform Catalogue of Life specia Uvaria dacremontii nu are subspecii cunoscute.